# Dowódca

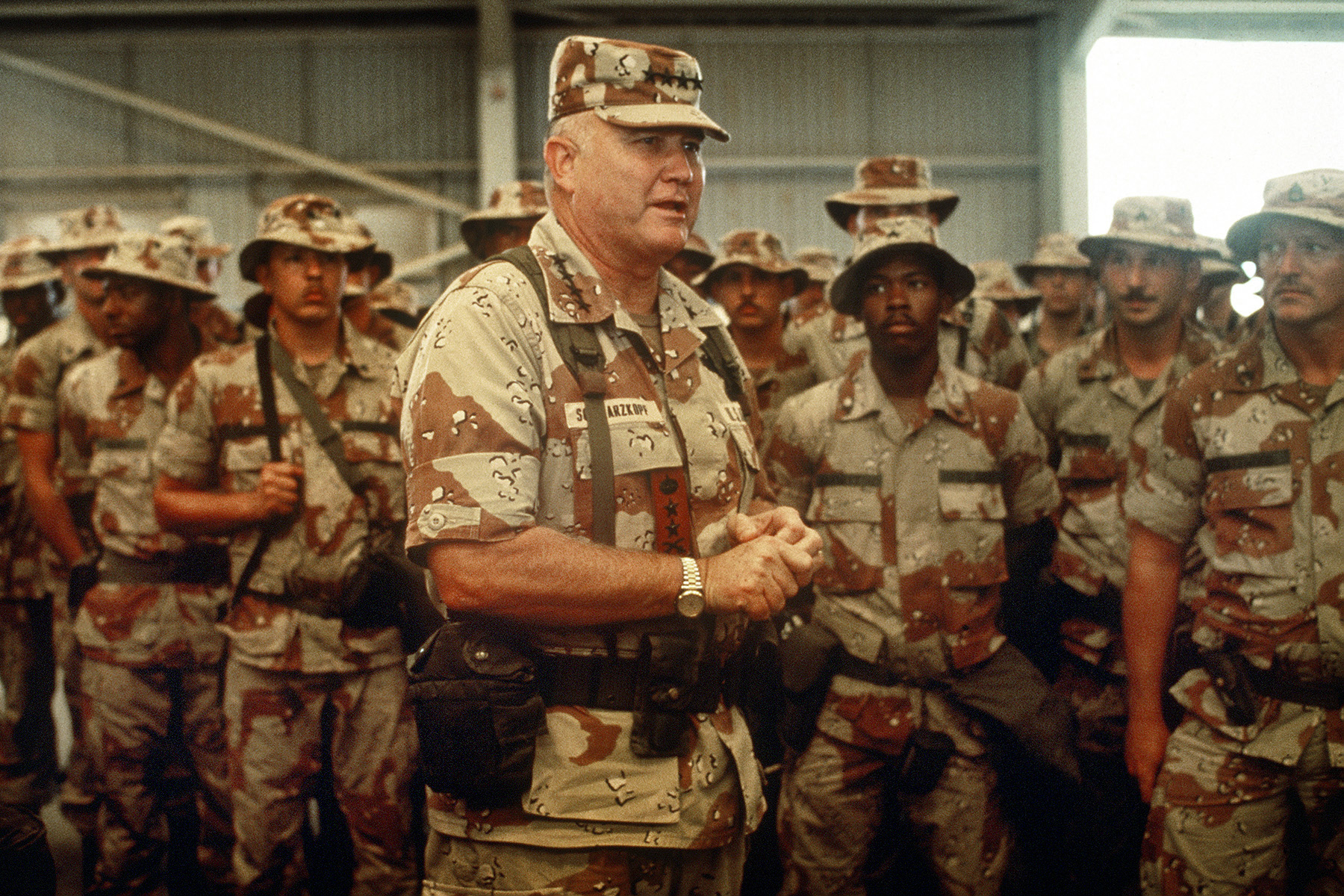
Amerykański generał Herbert Schwarzkopf w czasie I wojny w Zatoce Perskiej, 1991

Dowódca – stanowisko etatowe w wojsku, żołnierz stojący na czele rodzaju sił zbrojnych, związku taktycznego, oddziału lub pododdziału. Ma określone prawa (wydawanie rozkazów oraz nadzór nad ich wykonawstwem). Jest organizatorem działań bojowych podległych wojsk (żołnierzy) oraz dowodzi nimi w czasie ich trwania.
Termin używany jest też w niektórych analogicznych kontekstach niewojskowych, np. dowódca (straż pożarna) – osoba mająca odpowiednie kwalifikacje i umiejętności, która na podstawie odpowiednich przepisów ma prawo do wydawania poleceń innym strażakom. W czasie działań ratowniczych podlega bezpośrednio Kierującemu Działaniami Ratowniczymi (KDR) i pod jego komendą wraz z podległym pododdziałem realizuje powierzone zadania.

## Rola i zadania dowódcy

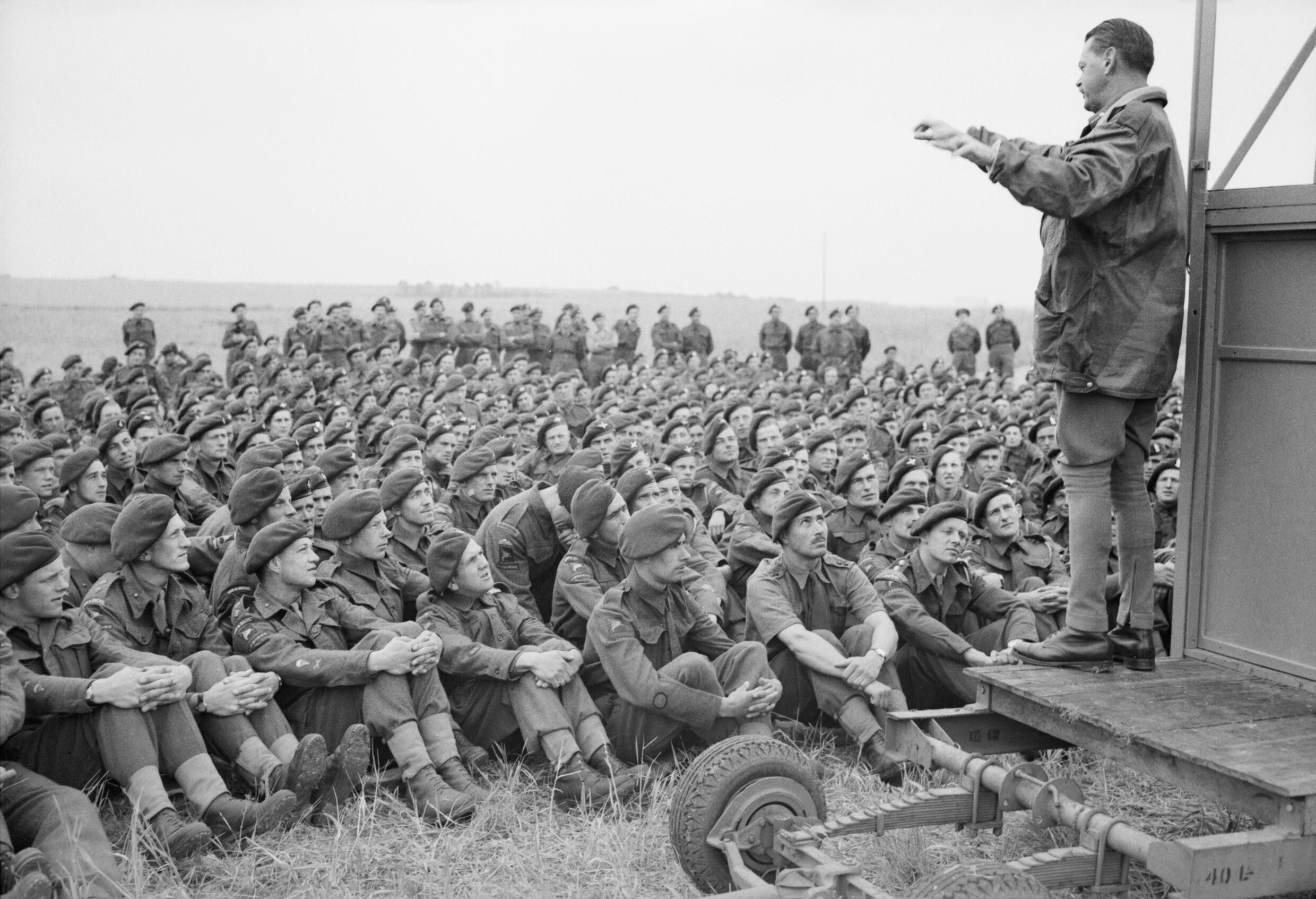
Generał Richard Gale, dowódca 6 Dywizji Powietrznodesantowej przemawia do swoich podwładnych, 4 czerwca 1944

Dowódca wydaje dyrektywy, rozkazy i instrukcje zarówno przed jak i w trakcie działań. Gdy jest to możliwe, rozkazy te powinny być wydawane osobiście i potwierdzane na piśmie. Wraz z rozpoczęciem działań, normalnym przedsięwzięciem dowódcy będzie dokonywanie niezbędnych korekt w planie działania poprzez krótkie, jasne rozkazy, często przekazywane radiowo, łącznością przewodową lub elektronicznymi środkami transmisji danych.
Rola dowódcy wyraża się w spełnianiu pewnej liczby zadań. Konkretne zadania będą się zmieniać w zależności od szczebla dowodzenia i możliwości wojsk.
Do zasadniczych zadań dowódcy należy:
- znajomość zamiaru przełożonego,
- prowadzenie oceny sytuacji,
- podejmowanie decyzji,
- określanie zadań,
- przydział sił środków,
- stawianie zadań dla wojsk,
- podtrzymywanie zdolności bojowej,
- motywowanie wojsk,
- zapewnianie przywództwa.

## Dowódcy w nomenklaturzeNATO
dowódca narodowy (ang. national commander)
- dowódca narodowy terytorialny lub funkcjonalny, który zwykle nie jest w sojuszniczej strukturze dowodzenia

dowódca NATO (ang. NATO commander)
- dowódca wojskowy w systemie dowodzenia NATO

dowódca podregionalnych sił połączonych NATO (ang. NATO joint subregional commander)
- dowódca sił połączonych na trzecim szczeblu wojskowej struktury dowodzenia NATO

dowódca regionalny NATO (ang. NATO regional commander)
- dowódca na drugim szczeblu struktury dowodzenia NATO, odpowiedzialny za planowanie i wykonanie wszelkich działań (przedsięwzięć wojskowych Sojuszu w ramach swojego zakresu obowiązków).

dowódca sił narodowych (ang. national force commander)
- dowódca sił narodowych wydzielonych jako samodzielne elementy podległe dowództwom sojuszniczym

dowódca wspierający (ang. supporting commander)
- dowódca, który zapewnia wspieranemu dowódcy siły lub inne wsparcie i/lub opracowuje plan wsparcia

dowódca transportu (ang. chalk commander)
- dowódca wszystkich żołnierzy załadowanych na określony środek transportu i oznaczonych jednym numerem

dowódca wspierany (ang. supported commander)
- dowódca ponoszący główną odpowiedzialność za wszelkie aspekty zadania przydzielonego przez organ dowodzenia NATO, oraz który przyjmuje siły i inne wsparcie ze strony jednego lub więcej dowódców wspierających

dowódca przeprawy (ang. crossing commander)
żołnierz, zwykle dowódca kompanii lub plutonu saperów odpowiedzialny za miejsce przeprawy i środki przeprawowe.

## Dowódcy w innych nomenklaturach
dowódca ogólnowojskowy – żołnierz stojący na czele ogólnowojskowej jednostki organizacyjnej. Jest on organizatorem działań bojowych podległych, przydzielonych i wspierających wojsk i dowodzi nimi w czasie ich trwania, podejmuje decyzje, stawia zadania, organizuje współdziałanie, kieruje pracą sztabu oraz szefami rodzajów wojsk i służb.